# Platyceps ventromaculatus
Espèce
Synonymes
- Coluber ventromaculatus Gray, 1834
- Platyceps semifasciatus Blyth, 1860
- Coluber ventromaculatus bengalensis Khan & Khan, 2000
- Coluber ventromaculatus indusai Khan & Khan, 2000

Platyceps ventromaculatus  est une espèce de serpents de la famille des Colubridae.

## Répartition
Cette espèce se rencontre en Turquie, en Jordanie, en Arabie saoudite, aux Émirats arabes unis, à Bahreïn, au Koweït, en Irak, en Afghanistan, au Pakistan et dans le Nord l'Inde.

## Liste des sous-espèces
Selon The Reptile Database (20 mars 2012) :
- Platyceps ventromaculatus bengalensis (Khan & Khan, 2000)
- Platyceps ventromaculatus indusai (Khan & Khan, 2000)
- Platyceps ventromaculatus ventromaculatus (Gray, 1834)

## Publications originales
- Gray, 1834 : Illustrations of Indian Zoology, chiefly selected from the collection of Major-General Hardwicke. vol. 2, p. 1-263 (texte intégral).
- Khan & Khan, 2000 : Three new subspecies of snakes of genus Coluber from Pakistan. Pakistan Journal of Zoology, vol. 32, no 1, p. 49-52.